# Försvarets radioanstalt
Het Försvarets radioanstalt (FRA) is een regeringsagentschap in Zweden, dat verantwoordelijk is voor het onderscheppen van radiosignalen. FRA is een private organisatie welke deels valt onder supremacie van het Ministerie van Defensie. De twee kerntaken van het FRA zijn terrorisme-bestrijding (COMINT en SIGINT/ELINT) en professioneel de overheid van Zweden op tijd voorzien van belangrijke informatie voor onder andere IT-beveiliging.
Het onderscheppen van radiosignalen worden gedaan vanaf zwaarbeveiligde computers gelokaliseerd in een onderkomen op Zweedse territoria, vanuit het SIGINT schip HMS Orion (gerund door de Zweedse marine) en vanuit twee Gulfstream IV-vliegtuigen (gerund door de Zweedse luchtmacht).
FRA opereert met opdrachten vanuit verschillende autoriteiten, in casu; Het Zweeds Parlement, de Zweedse Luchtmacht, de Zweedse Staatspolitie, De Zweedse inspectie van strategische goederen, de Zweedse raad van douane, het Zweedse Defensie Materieel administratie, het Zweedse defensie-onderzoek bureau en de Zweedse Raad van crisismanagement.
Toezicht wordt verzorgd door de Defensie Inlichtingendienst Commissie.
Het hoofdkwartier is gevestigd op het eiland Lovö in Stockholm Lan. FRA werd een budget toegewezen van 562 miljoen SEK in 2008 en telt ongeveer 650 medewerkers.

## Historie
Radiosignaalonderschepping bestaat in Zweden al sinds 1905 toen de Zweedse Generale Staf en Marinepersoneel respectievelijk, bureaus hadden voor diensten voor signaalonderschepping, radio-intelligentie en encryptie. Deze afdelingen zijn erin geslaagd om bijvoorbeeld de Russische Oostzeevloot te kraken. Na de Eerste Wereldoorlog werd deze mogelijkheid meestal niet langer als optie gezien door politici, men zag de waarde er niet meer van en subsidies staakten. De Zweedse marine heeft het project nog voortgezet in een kleinere omvang en de competentie verder ontwikkeld. Een van de eerste grote successen werd behaald in 1933 toen het cijfer van de Russische OGPU (voorloper van KGB) was opgelost.
In 1937 werd de Zweedse Defensiestaf in ere hersteld (heropgericht) en de Crypto-dienst, met haar Crypto-afdeling IV was verantwoordelijk voor cryptoanalyse. In 1940, toen Duitsland Denemarken en Noorwegen bezette, heeft de Duitse Wehrmacht verzocht gebruik te maken van het Zweedse telefoonnetwerk voor haar communicatie in de Noord-Germaanse landen.
Dit werd aanvaard en Crypto-afdeling IV begon meteen te onderscheppen. Het verkeer was bijna altijd gecodeerd door de Duitse state-of-the-art crypto-machine Geheimfernschreiber.
Dit apparaat werd geloofd omdat het pseudoberichten kon versturen, met haar 893 622 318 929 520 960 verschillende crypto-sleutels.
Na twee weken van enigszins handwerk, ontcijferde de Zweedse professor in de wiskunde Arne Beurling het monogram van de G-Schreiber, met slechts het gebruik van potlood en papier. Deze prestatie werd beschreven door David Kahn, in zijn boek De codebrekers; "Integendeel, misschien wel de beste prestatie van cryptoanalyse uitgevoerd tijdens de Tweede Wereldoorlog was Arne Beurlings oplossing van het geheim van de G-Schreiber."
Tijdens de Tweede Wereldoorlog waren ongeveer 296 000 Duitse berichten onderschept, als eventueel gevolg daarvan heeft de Zweedse regering het besluit genomen in 1942 op Försvarets Radioanstalt te stichten.
Het eerste decodeerstation of -site was gelegen in het midden van Stockholm, maar in 1940 werd deze verplaatst naar een aantal villa's op het eiland Lidingö. Daarna werden er nog sites opgericht in Zweden en in 1943, verplaatst FRA zijn hoofdkantoor naar Lovön, ongeveer 15 km van Stockholm. Nog in de jaren 1960 waren de locatie van het hoofdkwartier van FRA nog uiterst geheim.

## Zweedse FRA-Wet
Het Zweedse parlement heeft een wet goedgekeurd welke het Zweedse Nationaal Radio-Instituut van Defensie het recht geeft om toezicht te houden op het verkeer van radiografische middelen, telefoons en internet bijvoorbeeld. Ook radioverkeer dat Zweden binnenkomt en verlaat wordt doorzocht op externe bedreigingsfactoren voor de staat.
Internationaal terrorisme is een van de aanleidingen.